# Сансад Бхаван
Сансад бхаван (гінді संसद भवन, рос. здание Парламента) — будівля, в якій розташовується Парламент Індії, в Нью-Делі.

## Історія
Спочатку називався «Будинок Парламенту», спроектований британськими архітекторами Едвіном Лаченсом і Гербертом Бейкером  у 1912-1913.
Будівництво почалося в 1921 і завершилося в 1927. Церемонію відкриття будівлі Парламенту, тоді названої Центральною законодавчою асамблеєю, провів 18 січня 1927 лорд Ірвін, віце-король Індії. Третя сесія Центральної законодавчої асамблеї пройшла у будівлі 19 січня 1927.
Музей Парламента, відкритий в 2006, міститься поруч з парламентом.

## Конструкція
У плані — кругле, за основу взято Ашокове колесо. Окремі зали для Палати раджів, Державної ради та Центральної законодавчої асамблеї.
Конструкція будівлі дуже натхненна конструкцією храма Чаунсатх Йогини  у селі Мітавалі (округ Морена, штат Мадхья-Прадеш). Цей храм розташований за 25-30 км від Гваліора. Будова оточена великими садами, а периметр обмежений парканом з пісковика, як це зроблено біля Великої ступи в Санчі.

### Нова будівля
Будівлю можливо буде замінено на нову. Комітет з розгляду альтернатив старій будівлі очолює екс-спікер Лок Сабхі Мейра Кумар. Існуюча 85-річна будівля не відповідає сучасним вимогам щодо розміщення персоналу, має зауваження щодо будівельної частини та потребує збереження як культурно-історична пам'ятка.

### Атака Парламенту
13 грудня 2001 будівля атакована п'ятьма терористами Лашкаре-Тайба та Джаїш-е-Мухаммад. Загинули всі нападники, а також шість військових та один цивільний.

## Галерея

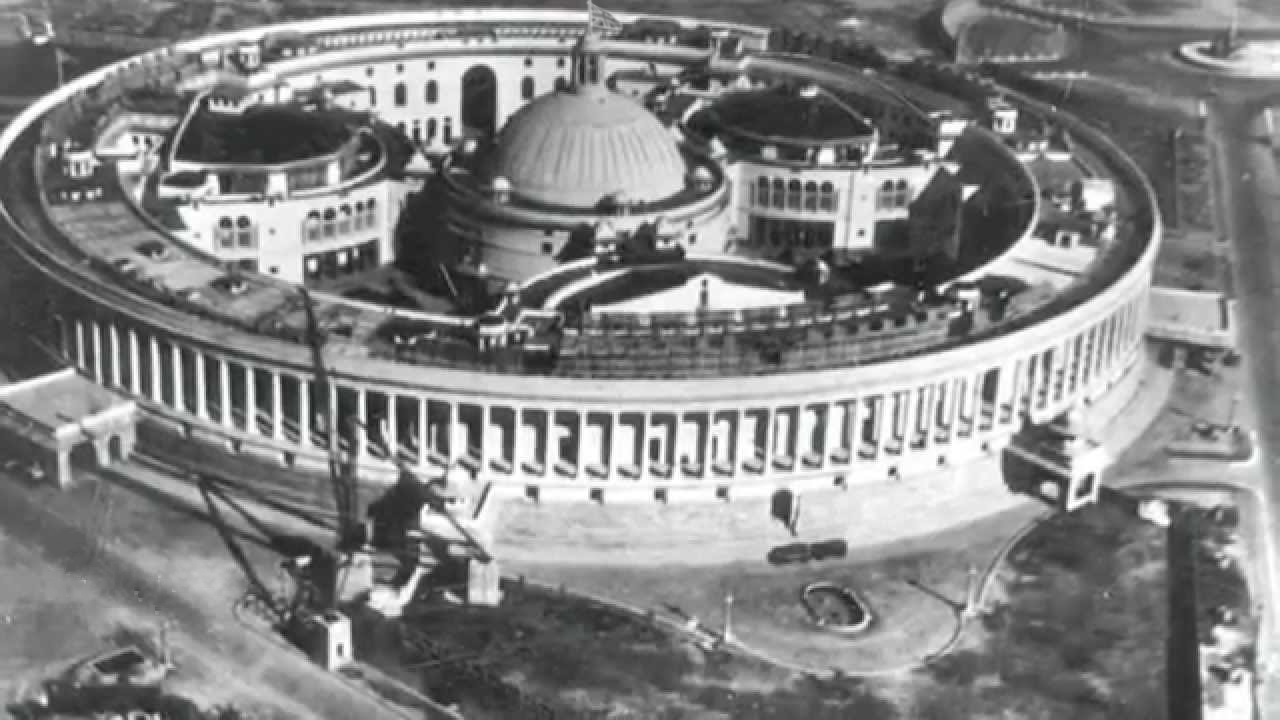
1926
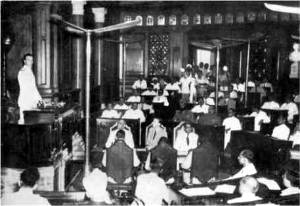
Лорд Маунтбеттен виступає в палаті князів як віцекороль, 1947
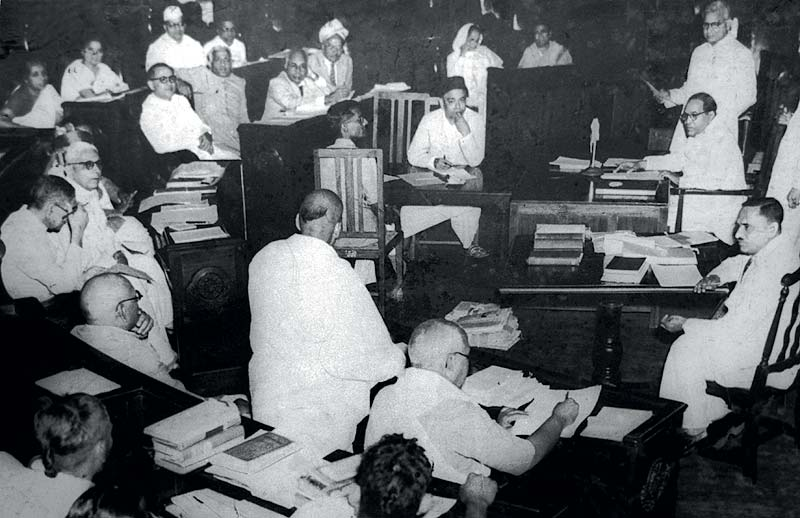
Установчі збори, 1950
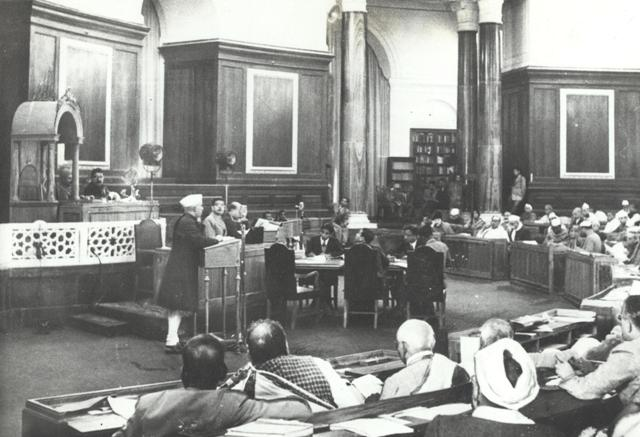
Джавахарлал Неру звертається до установчих зборів, 1946
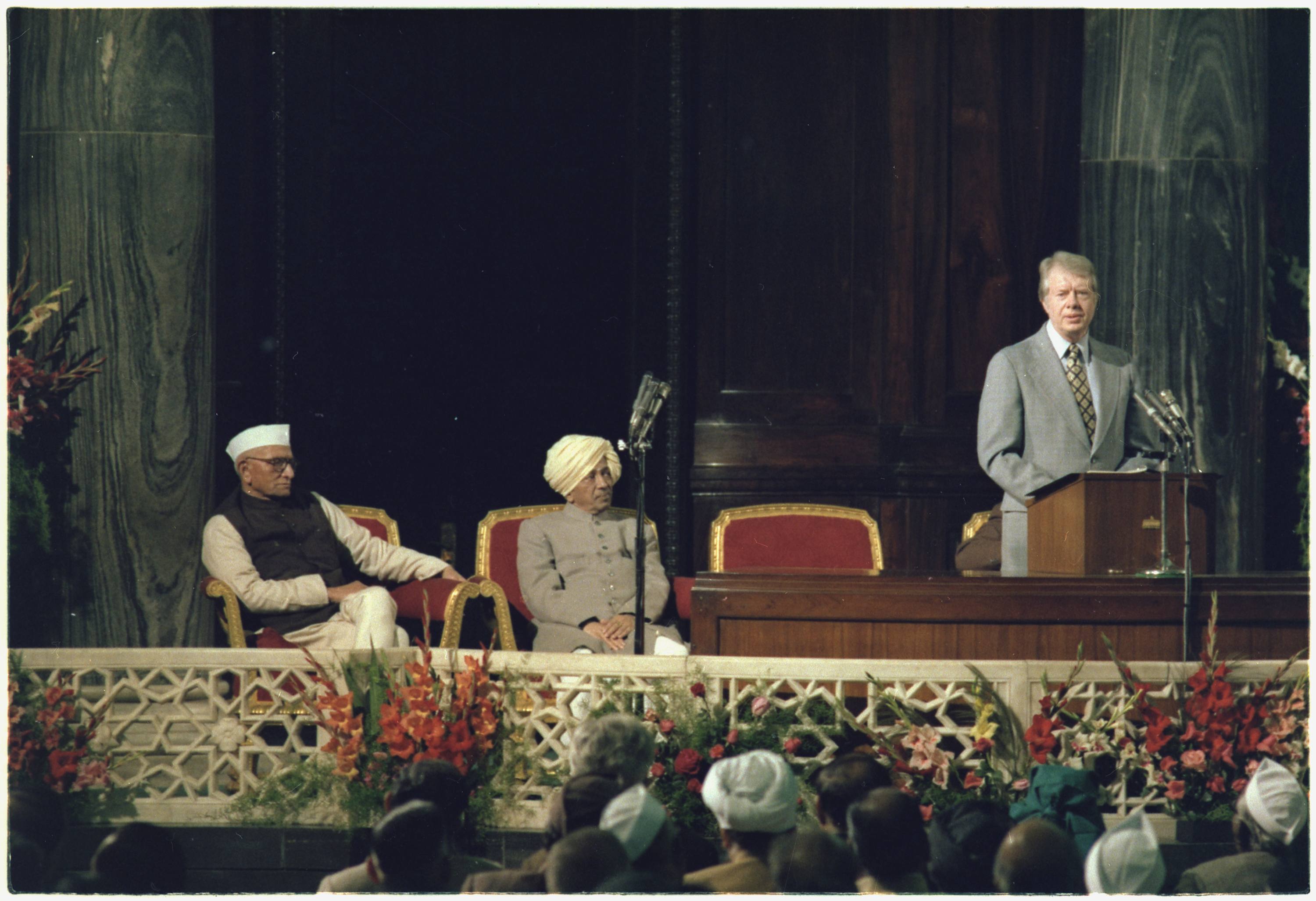
Indian Prime Minister Morarji Desai listens to U.S President Jimmy Carter as he addresses the Indian Parliament House in 1978.
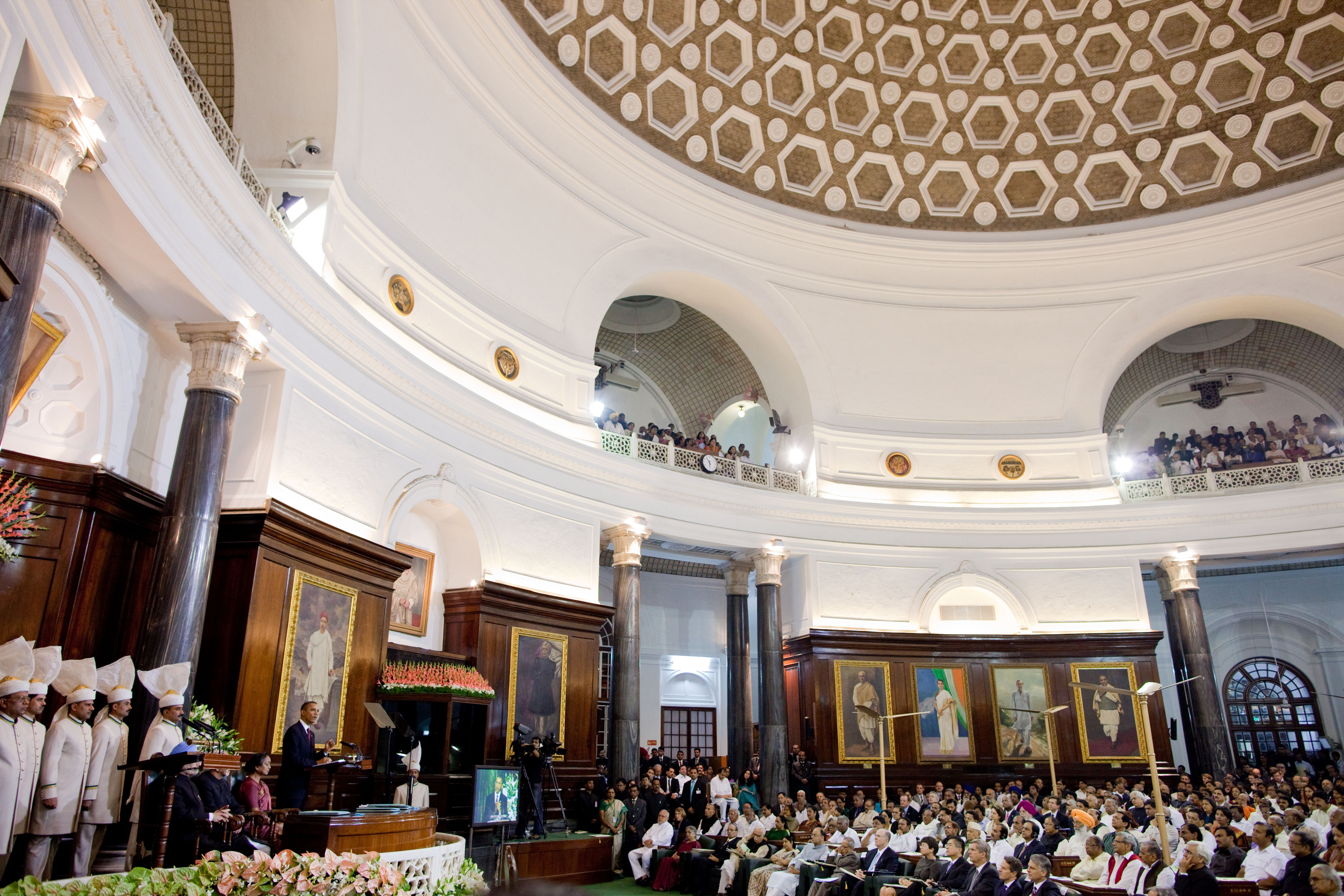
U.S President Barack Obama addressing Joint Session of the Parliament in 2010.
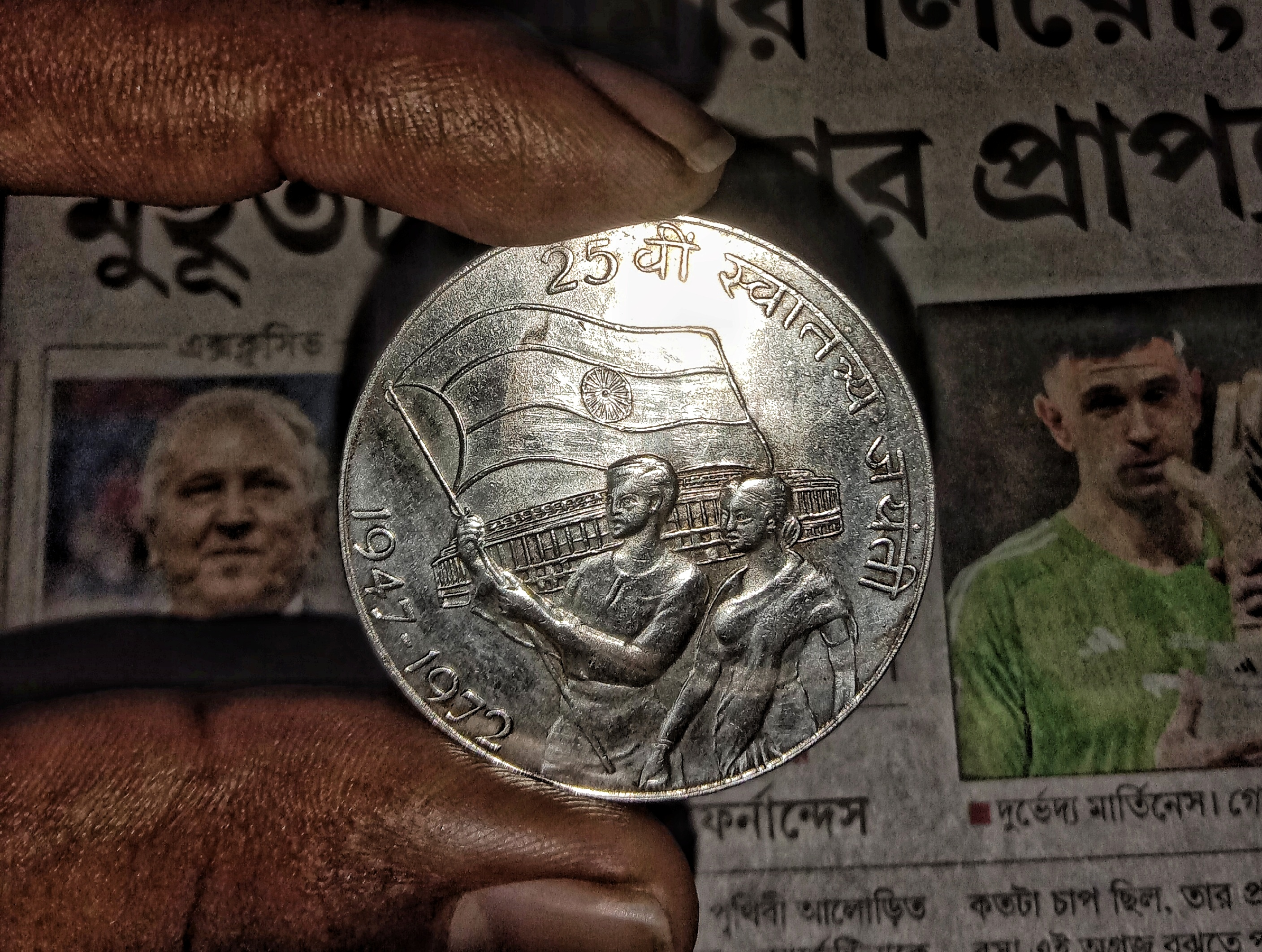
Indian Parliament House building depicted on the obverse of the 10 Rupees silver coin of 1972, commemorating the 25th Anniversary of Independence (1947—1972).